# Згориград
Згори́град (болг. Згориград) — село у Врачанській області Болгарії. Входить до складу общини Враца.

## Населення
За даними перепису населення 2011 року у селі проживала 1681 особа.
Національний склад населення села:
| Національність   | Кількість осіб | Відсоток |
| ---------------- | -------------- | -------- |
| болгари          | 1624           | 99,6%    |
| турки            | 0              | 0%       |
| цигани           | 0              | 0%       |
| інша             | 3              | 0,2%     |
| не визначились   | 3              | 0,2%     |
| Всього відповіли | 1630           |          |

Розподіл населення за віком у 2011 році:
Динаміка населення: